# Consumo

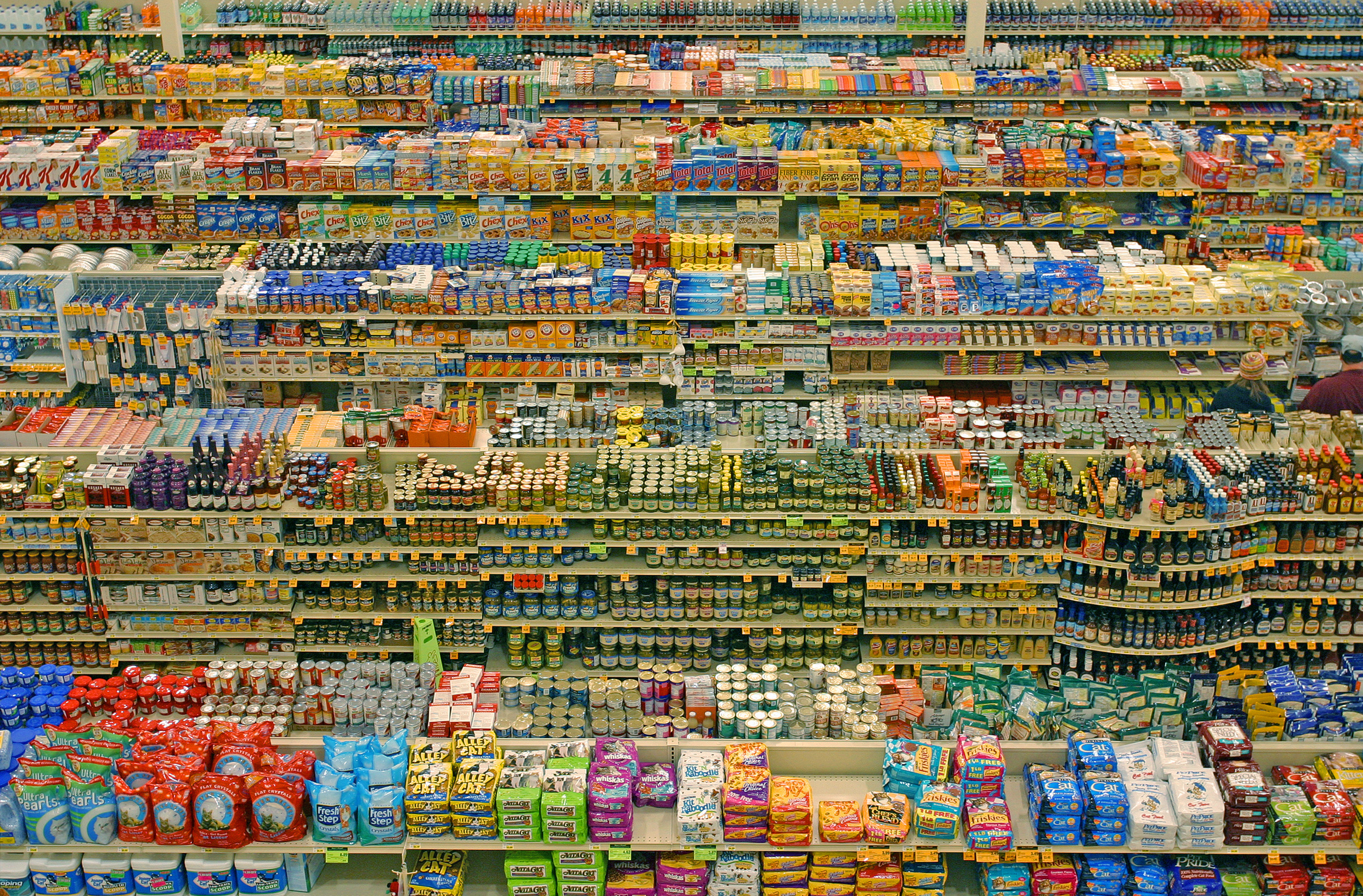
Productos de industria alimentaria presentados en los lineales de un supermercado de Portland, Oregón, Estados Unidos.

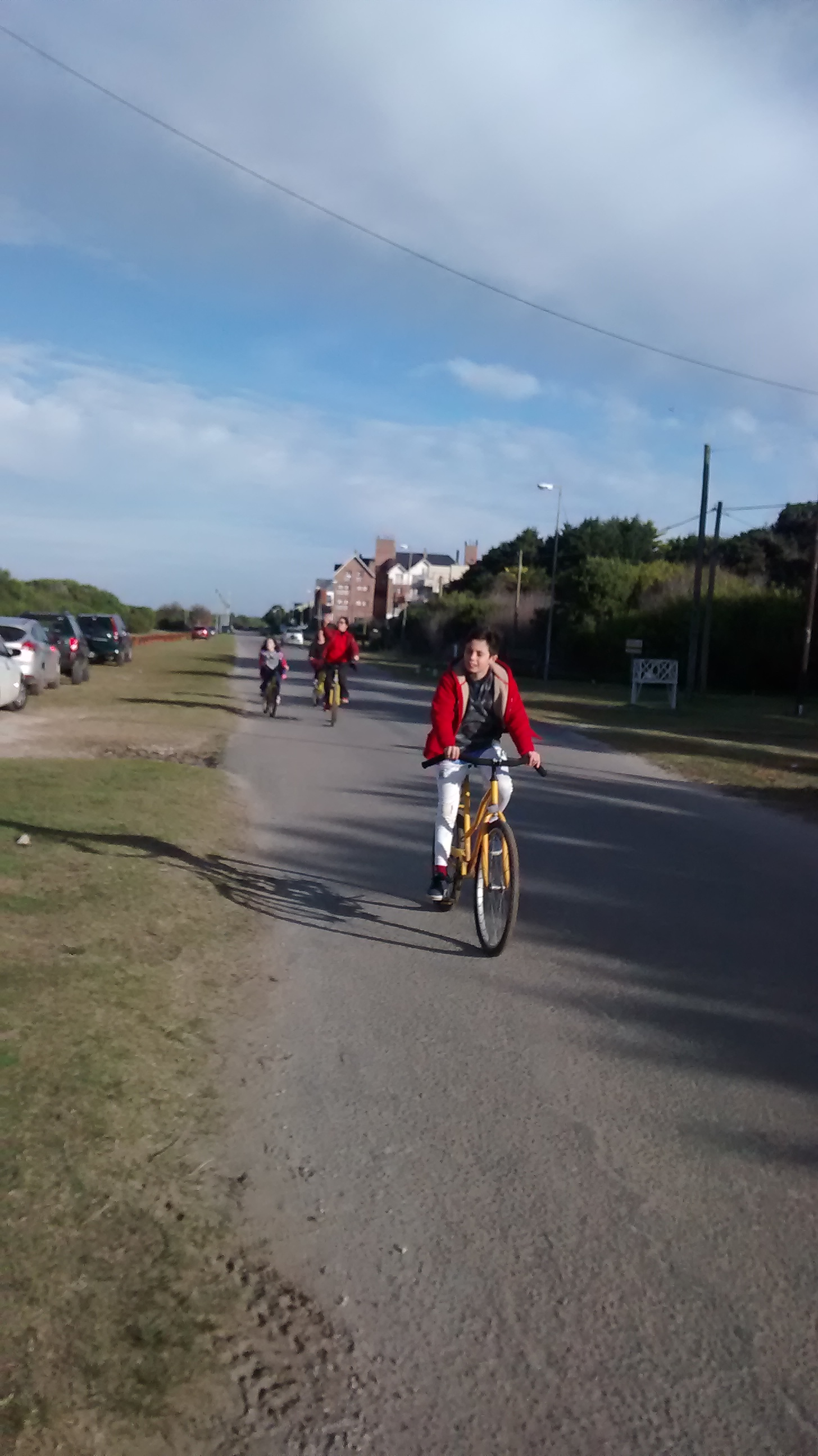
El uso de bicicletas reduce la contaminación del aire

Consumo es la acción y efecto de consumir o gastar, sean productos, bienes o servicios,  como por ejemplo la energía, entendiendo por consumir, como el hecho de utilizar estos productos y servicios para satisfacer necesidades primarias y secundarias. El consumo masivo ha dado lugar al consumismo y a la denominada sociedad de consumo. En términos puramente económicos se entiende por consumo la etapa final del proceso económico de producción, definida como el momento en que un bien o servicio produce alguna utilidad al consumidor. En este sentido hay bienes y servicios que directamente se destruyen en el acto del consumo, mientras que con otros lo que sucede es que su consumo consiste en su transformación en otro tipo de bienes o servicios diferentes.
- El consumo, por tanto, comprende las adquisiciones de bienes y servicios por parte de cualquier sujeto económico (tanto el sector privado como las administraciones públicas). Significa satisfacer las necesidades presentes o futuras y se le considera el último proceso económico. Constituye una actividad de tipo circular en tanto en cuanto que el ser humano produce para poder consumir y a su vez el consumo genera producción.

Para el antropólogo García-Canclini el consumo es «el conjunto de procesos socioculturales en los que se realizan la apropiación y los usos de los productos». 
Para el sociólogo Jeremy Rifkin el fomento del consumo se produjo en la década de 1920 en Estados Unidos para aliviar la sobreproducción en Estados Unidos -motivada por un aumento de la productividad y una bajada de la demanda por la existencia de un alto número de desempleados debido a los cambios tecnológicos- que encontró en el marketing (mercadotecnia y publicidad) la herramienta para incrementar, dirigir y controlar el consumo.

## El concepto de consumo en macroeconomía
En macroeconomía, el consumo constituye uno de los componentes fundamentales del producto interno bruto (PIB) (desde el punto de vista del gasto o demanda). Este consumo puede ser dividido entre:
- Consumo privado. Valor de todas las compras de bienes y servicios realizados por las unidades familiares y las instituciones privadas sin ánimo de lucro. Se incluye en su cálculo las remuneraciones en especie recibidas por los asalariados, la producción de bienes para autoconsumo y el valor imputado por las viviendas ocupadas por sus propietarios. Se excluyen las compras de tierra y edificios para viviendas.
- Consumo público: Valor de todas las compras y gastos que realizan las administraciones públicas en el desempeño de sus funciones y objetivos.

Por otra parte, existen también dos clases básicas de consumo:
- Consumo improductivo: Es una clase de consumo que acaba con la utilidad de un producto sin crear otro. Por ejemplo, el consumo de ropa o alimentos.

- Consumo productivo: En este caso, se destruye la utilidad del producto pero da lugar a otros. Por ejemplo el uso de materia prima, que es destruida durante el proceso para crear otro producto.[3]

### Determinantes del consumo
La función de consumo privado fue desarrollada por John Maynard Keynes en su obra Teoría General del Empleo, Interés y Dinero. 

#### Renta Absoluta
Según esta hipótesis, el factor determinante del consumo es La renta disponible de cada año. Estadísticamente se ha comprobado que la renta y el consumo son variables que avanzan 
conjuntamente. Tanto la observación como los estudios estadísticos muestran que el nivel de renta disponible anual es el factor más importante que determina el consumo de un país.

#### Renta permanente
Esta hipótesis, formulada por Milton Friedman, estipula que el consumo es una función que depende de la renta o ingreso permanente y no solo de su renta anual, entendiendo como renta permanente la que el consumidor espera cobrar a lo largo de un conjunto amplio de años. Por ejemplo un agricultor que por una mala cosecha tiene un descenso de su renta, no bajará su nivel de consumo en la misma proporción porque entiende que al ser una bajada de carácter temporal, marcará su consumo en función de su renta a largo plazo. La evidencia ha indicado que los consumidores eligen su nivel de consumo con la vista puesta en las "perspectivas" de la renta que tiene en cada momento como de la renta a largo plazo.

#### Ciclo vital
La teoría del ciclo vital fue expuesta por Franco Modigliani, que señaló que existen diferentes etapas en la vida de las personas. En los primeros años de vida se consume más de lo que se gana, al acceder a la vida laboral se comienza a ahorrar para poder mantener el consumo en la jubilación, cuando bajarán los ingresos. Según esta hipótesis el consumo se mueve de acuerdo a los patrones de este ciclo vital.

#### Renta relativa
Esta teoría establece que la parte de la renta de una familia dedicada al consumo depende del nivel de su renta relativa frente a la renta de las familias vecinas o de otras familias con las que aquella se identifica y no del nivel absoluto de la renta de la familia. Esta teoría desarrollada por Duesenberry trata de recalcar el carácter imitativo o emulativo del consumo.

## Tipología del consumo

### Consumismo
El consumo es un proceso económico asociado a la satisfacción de las necesidades de los agentes. No todo consumo procede de la satisfacción de necesidades, ya que también los deseos producen consumo. Desde un punto de vista económico es frecuente no distinguir estrictamente entre necesidades y deseos. El consumo como tal se produce en todos los sistemas económicos.
El consumismo por otra parte es una característica de determinados sistemas económicos, en los que las decisiones de producción están asociadas al supuesto de que los agentes económicos trabajarán para obtener su renta, por encima de sus necesidades estrictas de consumo, y por tanto tomarán decisiones para poder disponer de una renta disponible mayor y aumentar sus niveles de satisfacción personal a través del consumo asociado a la satisfacción de deseos. Se considera ha llegado a acuñar el término sociedad de consumo, para designar a sociedades donde una de las actividades de ocio principales de la población es la adquisición de bienes materiales o servicios adicionales, con los que satisfacen sus deseos de estatus social o satisfacción material.
En las llamadas sociedades de consumo, cierto número de individuos pueden desarrollar un trastorno de compra compulsiva. Para los individuos que desarrollan este trastorno acto de adquirir productos y servicios que están al alcance de los consumidores y usuarios, se convierte en un acto de abusar. En ocasiones, el consumismo se entiende como la adquisición o compra desaforada, que asocia la compra con la obtención de la satisfacción personal e incluso de la felicidad personal. En las sociedades de consumo, ciertos individuos están dispuestos a trabajar más horas y reducir el número total de horas de ocio, a cambio de mayores salarios y rentas, que les permitan en un tiempo de ocio menor adquirir mayor cantidad de productos y bienes.

### Consumo compulsivo

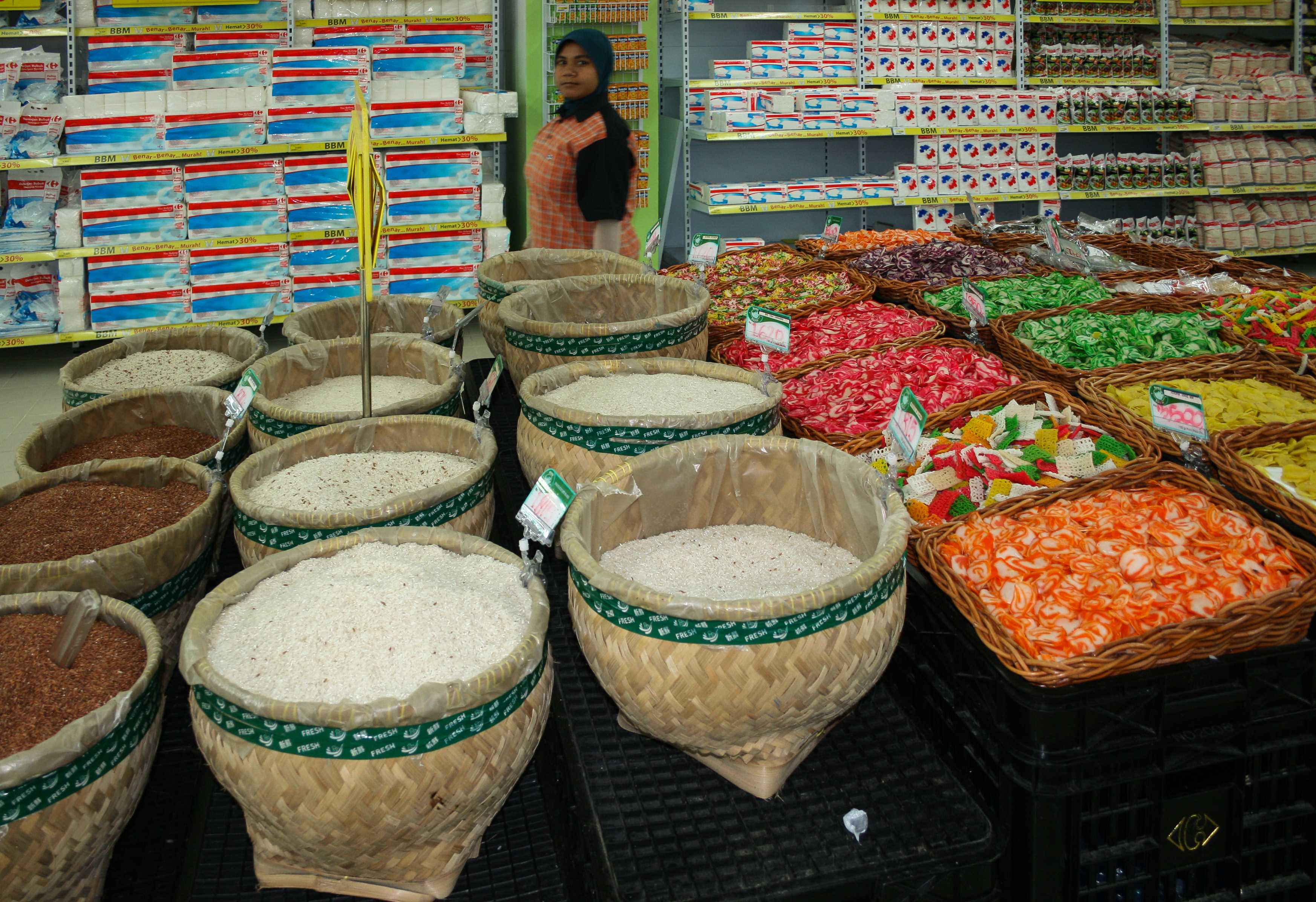
Sección de especias en un autoservicio en Indonesia.

El trastorno de compra compulsiva (TCC) es un trastorno psicológico del control de impulsos, caracterizado por preocupaciones excesivas relacionadas con las compras y por la necesidad irresistible de comprar de forma masiva objetos superfluos, acompañados de sentimientos de ansiedad, irritabilidad o malestar, y consecuencias adversas como el endeudamiento. Tras el alivio momentáneo al realizar la conducta adictiva, la persona experimenta sentimientos de culpabilidad. La mayoría de las personas con TCC cumplen con los criterios de los trastorno del Eje II o de personalidad. En Estados Unidos, se estima que el TCC tienen una prevalencia del 5,8 % de la población, y aproximadamente el 80 % de las personas afectadas son mujeres y personas mayores

### Consumerismo
El término consumerismo, usado por los agentes sociales que están en contacto con la defensa de los intereses de los consumidores y usuarios, como pueden ser las organizaciones de consumidores, engloba un consumo responsable, ético y solidario, que consiste en consumir con criterios responsables, teniendo en cuenta la historia de los productos que compramos y las repercusiones medioambientales y sociales de ese consumo.

### Consumo sostenible
La definición más aceptada de Consumo Sostenible es aquella propuesta en el Simposio de Oslo en 1994 y adoptada por la tercera sesión de la Comisión para el Desarrollo Sostenible (CSD III) en 1995: "El uso de bienes y servicios que responden a necesidades básicas y proporcionan una mejor calidad de vida, al mismo tiempo que minimizan el uso de recursos naturales, materiales tóxicos y emisiones de desperdicios y contaminantes sobre el ciclo de vida, de tal manera que no se ponen en riesgo las necesidades de futuras generaciones".
Entre las diferentes interpretaciones y acepciones del concepto, existen una serie de elementos comunes en todas ellas, que caracterizan el Consumo Sostenible por:
- Satisfacer las necesidades humanas.
- Favorecer una buena calidad de vida por medio de estándares de vida dignos.
- Compartir los recursos entre ricos y pobres.
- Actuar tomando en cuenta las generaciones futuras.
- Considerar el impacto “desde la cuna hasta la tumba” de los productos al consumirlos.
- Minimizar el uso de los recursos, los residuos y la contaminación.

Los productos y servicios utilizados en este tipo de consumo se caracterizan por el respeto al medioambiente en todo el proceso, es decir, en los componentes, la fabricación, envasado y transporte. Así pues, el Consumo Sostenible hace referencia a un tipo de consumo que no daña al medio ambiente ni a la sociedad. Asimismo, la definición de Consumo Sostenible es cercana a la de Comercio Justo, es decir, tiene que respetar los derechos humanos, infantiles y las culturas indígenas.
Las influencias culturales, sociales y económicas han originado cambios en los estilos de vida y hábitos de consumo. En este sentido es importante la educación de los consumidores a través del consumo responsable, es decir, educar para colaborar haciendo un uso razonable de los servicios y una buena gestión de los desperdicios para el reciclaje. La educación en el consumo responsable tiene como objetivo proporcionar a los consumidores los conocimientos, habilidades y aptitudes necesarias para actuar de forma responsable.
El término Consumo Sostenible tiene su origen en el de Desarrollo Sostenible. El Principio 8 del Informe de la Conferencia de las Naciones Unidas, resultado de la Cumbre de la Tierra en Río de Janeiro (1992), recoge el lazo entre el desarrollo y el Consumo Sostenible: “Para lograr un desarrollo sostenible y una mayor calidad de vida para sus pueblos, los estados deberán reducir y eliminar los patrones insostenibles de producción y consumo y promover políticas demográficas apropiadas”. De aquí la definición de Consumo Sostenible como el “desarrollo que cubre las necesidades del presente sin comprometer la posibilidad de las futuras generaciones para satisfacer las suyas” (definición que tiene su origen en el Informe Brundlant). 
En España organismos como Facua-Consumidores en Acción y la Organización de Consumidores y Usuarios (OCU) han llevado a cabo campañas con el fin de concienciar a los ciudadanos las consecuencias que sus hábitos pueden tener en el futuro. Estas campañas tienen como objetivo promover cambios en nuestros hábitos así como también el proponer criterios éticos y de sostenibilidad en nuestras compras y actitudes.[cita requerida]
Asimismo cada vez son más las jornadas agroecológicas que tienen lugar, el objetivo de las cuales es la de proporcionar información sobre temas de agroecología y consumo responsable. En ellas también se dan a conocer las distintas entidades que operan en el marco de la economía solidaria y en el respeto al medio ambiente.[cita requerida]